# ستويشكو ستويف
ستويشكو ستويف (بالبلغارية: Стойчо Стоев)‏ (15 أغسطس 1962 برازغراد في بلغاريا - ) هو مدرب كرة قدم ولاعب كرة قدم بلغاري في مركز الهجوم. شارك مع منتخب بلغاريا لكرة القدم. أما مع النوادي، فقد لعب مع نادي لوكوموتيف صوفيا ونادي بانسيريكوس وFC Minyor Pernik ‏.

## روابط خارجية
- ستويشكو ستويف على موقع قاعدة بيانات كرة القدم.إي يو (الإنجليزية)
- ستويشكو ستويف على موقع ناشيونال فوتبول تيمز (الإنجليزية)